# リサ・スタンスフィールド
リサ・スタンスフィールド（Lisa Stansfield、1966年4月11日 - ）は、イギリス生まれのシンガーソングライター、女優。

## 来歴
イングランド北部のランカシャー（現：グレーター・マンチェスター）メトロポリタン・バラ・オブ・ロッチデールに生まれたリサは、10代からテレビ出演するなど、早くからそのキャリアを形成している。14歳のとき、地元テレビ局のタレント・オーディション番組で優勝し、子供向け番組のパーソナリティをつとめた。
1983年、友人2人とポップ・トリオ「ブルー・ゾーン」（Blue Zone）を結成。この時のメンバー、イアン・デヴェイニーとはその後もリサの音楽プロデューサーとして、また夫として関係が続くことになる。
ブルー・ゾーンは満足なヒットに恵まれなかったが、クラブシーンで少なからずファンを獲得。大きな転機となったのは、たまたま遊びに行ったダンス・デュオ、コールドカット（Coldcut）のセッションでゲスト・ボーカルとして起用され、シングル曲「People Hold On」が全英シングルチャートでトップ20入りしたことから始まる。
ここからソロ・シンガーとしての活動が始まり、バンドメンバーのイアンは改めてプロデューサーとしてサポートすることとなった。
初のシングル「This Is The Right Time」は1989年9月にトップ20入りを果たし、次作「All Around the World」は全英シングルチャートでナンバー1、アメリカでもスマッシュヒットとなった。この曲はポップ・チャートのみならず、R&Bチャートでもナンバー1に輝いている。この年の締めくくりには、数々の音楽賞を受賞し、一躍イギリスにおけるトップ・シンガーの仲間入りを果たした。日本でも同年、日本テレビのアイキャッチに採用された。
以来、コンスタントにシングル、アルバムを発表し続け、1992年4月にはフレディ・マーキュリー追悼コンサートではクイーンやジョージ・マイケルと共演している。
1990年代後半にはアメリカでの人気は下火となったが、欧州内では依然として高い支持を受け続けた。特に1990年代のディスコ・クラブシーンへの功績は大きい。
1998年にイアンと結婚。その後は大きなヒットに恵まれていないが、2003年にリリースされたベスト・アルバムを含め、これまでに全世界で1400万枚を売り上げている。

## 日本との関わり
1990年春日本テレビの深夜ジングルに使われた。1996年に日本のCHAGE&ASKAの楽曲を世界のアーティストがカバーするトリビュート・アルバム『one voice THE SONGS OF CHAGE&ASKA』でASKAが書き下ろした新曲「Take Me Away」をASKAとデュエットし日本版の追加曲として収録されている。（英語版未収録）

## ディスコグラフィ

### スタジオ・アルバム
- 『アフェクション』 - Affection（1989年）
- 『リアル・ラヴ』 - Real Love（1991年）
- 『ソー・ナチュラル』 - So Natural（1993年）
- 『リサ・スタンスフィールド』 - Lisa Stansfield（1997年）
- 『フェイス・アップ』 - Face Up（2001年）
- 『ザ・モーメント』 - The Moment（2004年）
- Seven（2014年）
- 『ディーパー』 - Deeper（2018年）

## フィルモグラフィ
- Swing（1999年）
- Monkey Trousers（2005年）
- Goldplated（2006年）
- 『アガサ・クリスティー ミス・マープル』 - Agatha Christie's Marple（2007年）
- 『心の探求』 - Quest for a Heart（2007年）
- 『ザ・エッジ・オブ・ウォー 戦火の愛』 - The Edge of Love（2008年）
- Dean Street Shuffle（2009年）
- 『ノーザン・ソウル』 - Northern Soul（2014年）